# Ulrich Josef Kubinger
Ulrich Josef Kubinger (* 13. März 1957 in Wendling, Oberösterreich) ist ein österreichischer Unternehmer und Chemiker.

## Leben
Ulrich Kubinger wuchs in einfachen Verhältnissen in Oberösterreich auf. Nach Besuch der Volksschule und Hauptschule absolvierte er die HTL Wels (Abteilung Chemieingenieurwesen). Nach Abschluss der HTL sammelte Ulrich Kubinger Erfahrungen in der Umwelttechnik und der Abwasserreinigung. 1992 gründete er die VTA Österreich, weitere Gründungen folgten in Deutschland (1994), Tschechien (1995) und in der Schweiz (1997).

## Wirken
Seit 2003 forscht und entwickelt Ulrich Kubinger an den Wirkmechanismen der Nanotechnologie in der Abwassertechnik und deren unterschiedlichen Funktionen.
2003 begann Ulrich Kubinger mit seinem Team der VTA Austria GmbH mit der Entwicklung eines Produktes, das auf dem Wirkprinzip der Nanotechnologie basiert. In der Entwicklung wurden Ansätze der Nanotechnologie mit den Wirkmechanismen der biologischen Reinigung einer Kläranlage kombiniert. Daraus ist das Produkt VTA Nanofloc, die sogenannte „Einproduktlösung“, entstanden.
Seit 2012 ist Kubinger Mitglied der Russischen Akademie der Naturwissenschaften (Russian Academy of Natural Sciences, RANS), die ihm die Ehrendoktorwürde verliehen hat. Die Russische Akademie der Naturwissenschaften ist eine Nichtregierungsorganisation und eine Einrichtung ohne Hochschulrang (Status H-), die wegen der Förderung von Pseudowissenschaften in die Kritik geraten ist. Sie hat nichts mit der renommierten Russischen Akademie der Wissenschaften (RAW) zu tun. In einer Stellungnahme der Zentralstelle für ausländisches Bildungswesen zur RANS aus einem Urteil des Verwaltungsgerichts München heißt es, das Geschäftsmodell der RANS bestehe darin, „Interessenten auf kommerzieller Basis den Erwerb eines Kandidaten- oder Doktorgrades zu ‚erleichterten‘ Bedingungen zu ermöglichen“.
2021 wurde das VTA-Institut für Gesundheit, Umwelt und Wissenschaft mit Standort Rottenbach gegründet.
Im Zuge der Forschungsarbeiten konnte Kubinger verschiedene Patente anmelden. Produkte auf Basis von Nanopartikeln (der Nanotechnologie) sind seit 2007 am Markt und werden für die Abwasserreinigung und -aufbereitung eingesetzt. Durch diese Produkte sollen verschiedene Rückstände aus dem Abwasser eliminiert werden, z. B. Mikroplastik, Medikamentenrückstände sowie resistente und phatogene Keime.
2025 wurde Kubinger mit der Ehrendoktorwürde der Hochschule für Bibliothekswissenschaft und Informationstechnologie (UNIBIT) in Sofia, Bulgarien, ausgezeichnet.

## Paul Crutzen Medaille der Europäischen Akademie der Wissenschaften und Künste
2022 stiftete Kubinger die Paul Crutzen Medaille, die von der Europäischen Akademie der Wissenschaften und Künste vergeben wird. Namensgeber der Medaille ist der Nobelpreisträger Paul Josef Crutzen.

## Weiterbildung
- 2021 – Bachelor of Arts: Management
- 2022 – Master of Arts: Business Administration and Management

## Preise und Auszeichnungen
- 2009: Goldenes Verdienstzeichen des Landes Oberösterreich[18]
- 2012: Mitglied der Nichtregierungsorganisation Russische Akademie der Naturwissenschaften[2]
- 2017: Goldene Ehrenmedaille des OÖ Wirtschaftsbundes
- 2017: Ehrenring der Stadt Rottenbach[19]
- 2022: Ernennung zum Ehrensenator der Europäischen Akademie der Wissenschaften und Künste[20]
- 2022: Cross Border Award – für vorbildliches Engagement und innovative grenzüberschreitende Zusammenarbeit im Dreiländerraum Oberösterreich-Niederbayern-Südböhmen[21]
- 2025: Ehrendoktorwürde der UNIBIT[15][14]

## Soziales Engagement
Ulrich Kubinger unterstützt jedes Jahr mehrere Projekte, so auch das Brunnenprojekt der päpstlichen Missionswerke für Waisenhäuser und Schulen in Afrika. Missio Österreich unterstützt mit zahlreichen Hilfsprojekten die Menschen, die zu den ärmsten der Welt gehören. Bei diesem Projekt unterstützt auch Ulrich Kubinger und spendet 3 Brunnen zur Versorgung von Dorfbewohnern in Afrika.